# Christine de Holstein-Gottorp
Titre
Reine consort de Suède et de Finlande
22 mars 1604 – 30 octobre 1611
(7 ans, 7 mois et 8 jours)
 Christine de Holstein-Gottorp (en allemand :  Christine von Schleswig-Holstein-Gottorf), née le 13 avril 1573 à Kiel (Duché de Schleswig-Holstein-Gottorp) et morte au château de Gripsholm (Suède-Finlande) le 8 décembre 1625, fut reine de Suède et de Finlande de 1604 à 1611. Elle fut régente de 1605 à 1611 puis régente de Södermanland de 1611 à 1622.

## Biographie
Fille d'Adolphe de Holstein-Gottorp duc de Schleswig-Holstein-Gottorp et de Christine de Hesse elle est née le 13 avril 1573 à Kiel (Duché de Holstein).
Le 27 août 1592, elle se marie à Charles, duc de Södermanland, futur roi de Suède-Finlande.
Trois enfants sont nés de cette union :
- Gustave II Adolphe de Suède ;
- Marie-Élisabeth (1596-1618), en 1612, elle épousa le duc Jean d'Ostergötland (1589-1618) ;
- Carl Philip (1601-1622), en 1620 il épousa Élisabeth Ribbing (1597-1662).

Elle est inhumée dans la cathédrale de Strängnäs auprès de son époux.

## Généalogie

### Armes
À la suite de son mariage avec Charles, elle devient duchesse de Södermanland, Närke et de Värmland :
| Blason | Blasonnement : Accolé des armories du Prince Charles et Holstein-Gottorp. |

## Sources
- (sv) Cet article est partiellement ou en totalité issu de l’article de Wikipédia en suédois intitulé « Kristina av Holstein-Gottorp » (voir la liste des auteurs).